# Мубарак Ганім
Мубарак Ганім Мубарак (араб. مبارك غانم, нар. 3 грудня 1963) — еміратський футболіст, що грав на позиції захисника за клуб «Аль-Халідж», а також національну збірну ОАЕ.
Протягом усієї кар'єри у клубі і збірній утворював тандем у центрі оборони з рідним братом Халілєм Ганімом.

## Клубна кар'єра
На клубному рівні грав за «Аль-Халідж».

## Виступи за збірну
Протягом 1985–1990 років був гравцем національної збірної ОАЕ, у складі якої брав участь у кубку Азії 1984 року в Сінгапурі, кубку Азії 1988 року в Катарі, а також чемпіонату світу 1990 року в Італії. На мундіалі не провів жодної гри, оскільки травмувався незадовго до його початку.